# Gegeneophis carnosus
Gegeneophis carnosus är en groddjursart som först beskrevs av Richard Henry Beddome 1870.  Gegeneophis carnosus ingår i släktet Gegeneophis och familjen Caeciliidae. IUCN kategoriserar arten globalt som otillräckligt studerad. Inga underarter finns listade i Catalogue of Life.